# (2872) Gentelec
(2872) Gentelec (1981 RU; 1972 TZ3; 1977 XB) ist ein ungefähr 14 Kilometer großer Asteroid des mittleren Hauptgürtels, der am 5. September 1981 von den US-amerikanischen Astronomen Richard Eugene McCrosky, Cheng-yuan Shao, G. Schwartz und J. H. Bulger am Oak-Ridge-Observatorium (damals als Agassiz Station Teil des Harvard-College-Observatorium) (IAU-Code 801) entdeckt wurde.

## Benennung
(2872) Gentelec wurde nach GTE Research Laboratories in Waltham im Middlesex County in Massachusetts benannt.